# Distretto di Weicheng
Il distretto di Weicheng (渭城区S, Wèichéng QūP) è un distretto della Cina, situato nella provincia dello Shaanxi e amministrato dalla prefettura di Xianyang.